# Discothyrea bidens
Discothyrea bidens is een mierensoort uit de onderfamilie van de Proceratiinae. De wetenschappelijke naam van de soort is voor het eerst geldig gepubliceerd in 1928 door Clark.